# Бринь
Бринь — село в Івано-Франківському районі Івано-Франківської області. Входить до складу Галицької міської громади.

## Розташування
Село лежить на лівому березі річки Лукви, за 15 км від Галича та за 4,5 км від залізничної станції Боднарів. Через село проходить автошлях.
Населення — 720 жителі.

## Походження назви
Назва села — Бринь — є дуже загадковою. Існує декілька версій походження назви села:
- Від дієслова «бриніти», яке означало:
  - гудіння бджіл, що у великій кількості водилися у навколишніх лісах;
  - передзвін молотів у кузнях;
  - брязкіт мечів у боях.
- Від прізвиська Бриньк, що належало засновникові або першому власникові села.
- Від старослов'янізму «дебринь», який із часом трансформувався у топонім Бринь. Найімовірнішою є остання версія. Її підтверджує той факт, що територія с. Бринь поорана багатьма потоками, ярами, які були покриті могутніми лісами, трясовинами. Це утворювало непрохідні дебрі, що й було підставою дати селу назву Бринь.

## Історія
На території села досліджено кілька поховань культури карпатських курганів IV—V ст. ст. та городище часів Київської Русі. Поблизу Сапогова знайдено бронзовий водолій Xl—XIII століть.
Перша згадка про село датується 1552 роком.
В історичних документах про парафіяльну школу с. Бринь вперше згадано в 1858. Приблизно в 1870-х роках відкрили народну школу. У 1906 Бринська школа стала навчальним закладом з викладанням українською мовою. Розквіту вона набула у 1910, коли директором і вчителем став Юрій Припхан, щирий патріот України. Політиці полонізації у міжвоєнний період селяни протиставили згуртування і підйом національної свідомості, 18 серпня 1924 р. організували читальню «Просвіти», а в 1928 р. збудували приміщення, у якому зосереджували роботу товариств, спілок, молочарні, дитсадка. Проти цього польська влада кинула всі сили, станіславський воєвода 30.08.38 заборонив діяльність читальні товариства «Просвіта» в селі.
На 1 січня 1939 року в селі проживало 470 мешканців (455 українців-грекокатоликів, 10 українців-римокатоликів, 5 євреїв), а в сусідніх польських колоніях: Березина — 100 мешканців (20 українців-грекокатоликів і 80 поляків), Клепки — 100 мешканців (10 українців-грекокатоликів і 90 поляків), Зигмунтівка — 290 мешканців (10 українців-грекокатоликів і 280 поляків).
В 1940 р. нові загарбники (СРСР) відбирають урожай і забирають в селян землю в колгосп та не дають засіяти, самих селян женуть на вивіз лісу з Карпат і на будівництво аеродрому в Станіславі аж до приходу німців у 1941 р. І хоч німці не наклали жодних податків, їсти було нічого і настав голод. Голодних дітей з бідних родин відіслали на Поділля, підвезенню звідти харчів перешкоджали німці, достеменно відомі імена 10 померлих з голоду людей; 24 чоловіки і 20 жінок змушені були поїхати на підневільну працю в Німеччині.
12 жовтня 1944 р. енкаведистською облавою вбито колишнього старосту села Юрія Вінсковського і селянина Федора Ковбу та насильно мобілізовано на фронт групу селян.
22 грудня 1944 року на околиці села сотнею Чорного (Данила Рудака) ліквідована енкаведистська спецгрупа. У грудні в селі застрелено зв'язкового УПА Дмитра Кавінського.
26 січня 1945 р. в нерівному бою з НКВС у селі й околицях загинули через нестачу набоїв повітові керівники СБ ОУН «Орлик» і «Жук» та ще 15 повстанців. В лютому 1945 р. заарештовано підрайонну провідницю юнацтва ОУН Розалію Антоняк, жорстоко катовано і засуджено на 15 років. Від засіяної НКДБ епідемії черевного тифу загинули 15 жителів села.
10 березня 1946 . заарештовано жіночу групу ОУН з 9 жінок і дівчат — їх засуджено на тривалі терміни ув'язнення. Наприкінці 1946 р. МДБ напало на слід юнаків-зв'язкових УПА: Миколу Кавінського вбито, а Василя Дяченка засуджено на 25 років каторги.
В 1949  р. селян загнано до колгоспу, якого названо «імені 32 річниці Жовтня».
1950 — школа стала 7-річною, а через деякий час — 8-річною. Нову двоповерхову школа збудували 1986 року.
2000 — на школі встановили меморіальну таблицю на честь народного вчителя Юрія Припхана.
За пізніх радянських часів у селі було розміщено бригаду колгоспу ім. Мічуріна, яка спеціалізувалася на вирощуванні зернових і технічних культур та розведенні молочно-м'ясної худоби.

## Сучасність
В селі є 9-річна школа, медпункт, клуб, дві бібліотеки, магазини, ощадна каса, філія відділення зв'язку, дитячі ясла.
В центрі села росте 200-річна липа.

## Особистості
7.04.1945 в селі загинув у бою з військами НКВС в. о. командира ТВ-23 «Магура» поручик УПА Федір Королюс та 2 офіцери його штабу.

### Уродженці
- Зіновій Бойчук (1957—2019) — український краєзнавець, журналіст, письменник, громадський діяч
- Оксана Манюх (Припхан) — учасниця підпілля ОУН, в'язень ГУЛАГу, дочка Юрія Припхана, дружина відомого хірурга (теж в'язня ГУЛАГу) Володимира Манюха[9].
- Степан Цапюк — народний депутат України, міський голова м. Олександрія Кіровоградської області.

## Фото

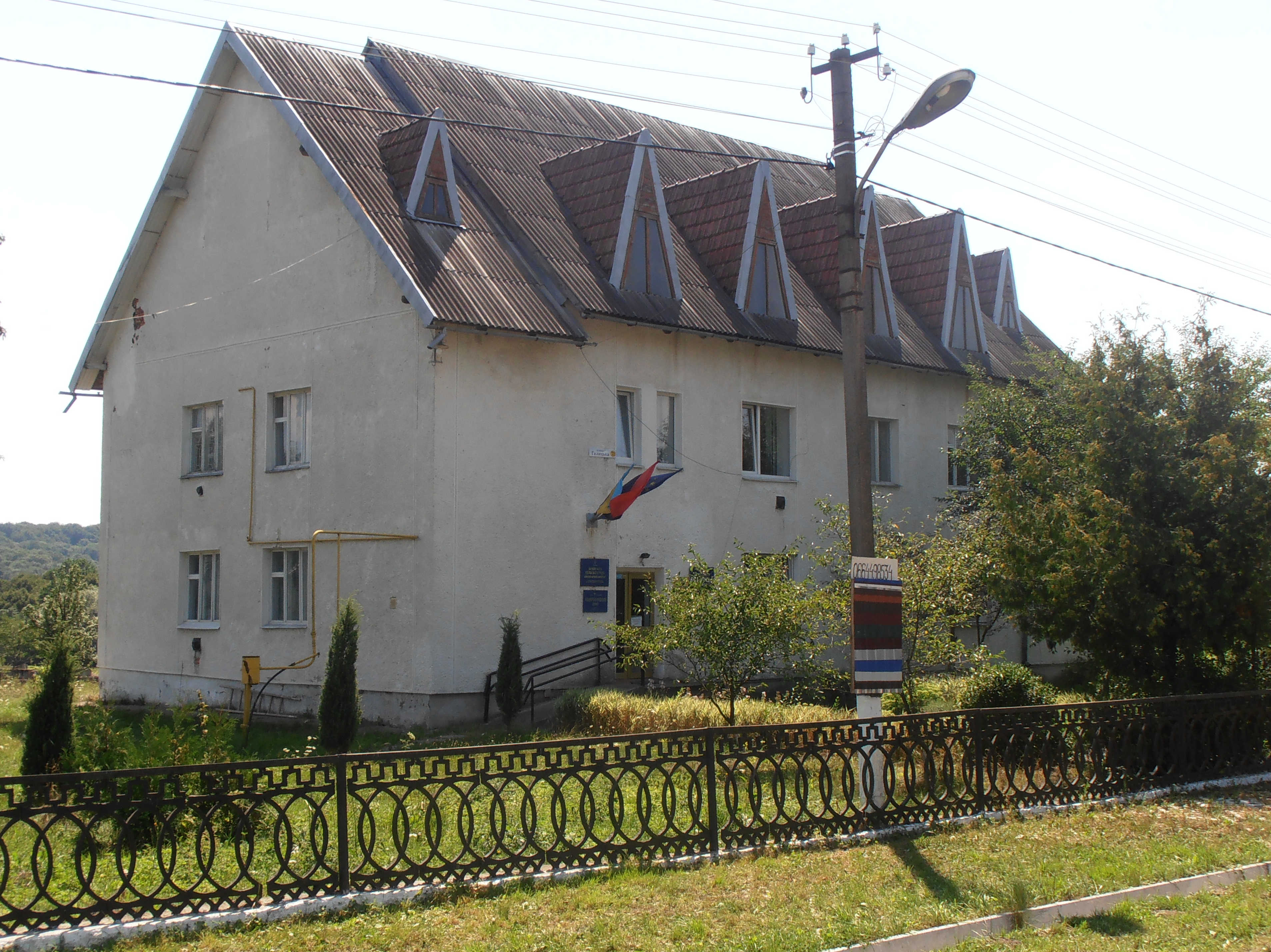
Сільрада
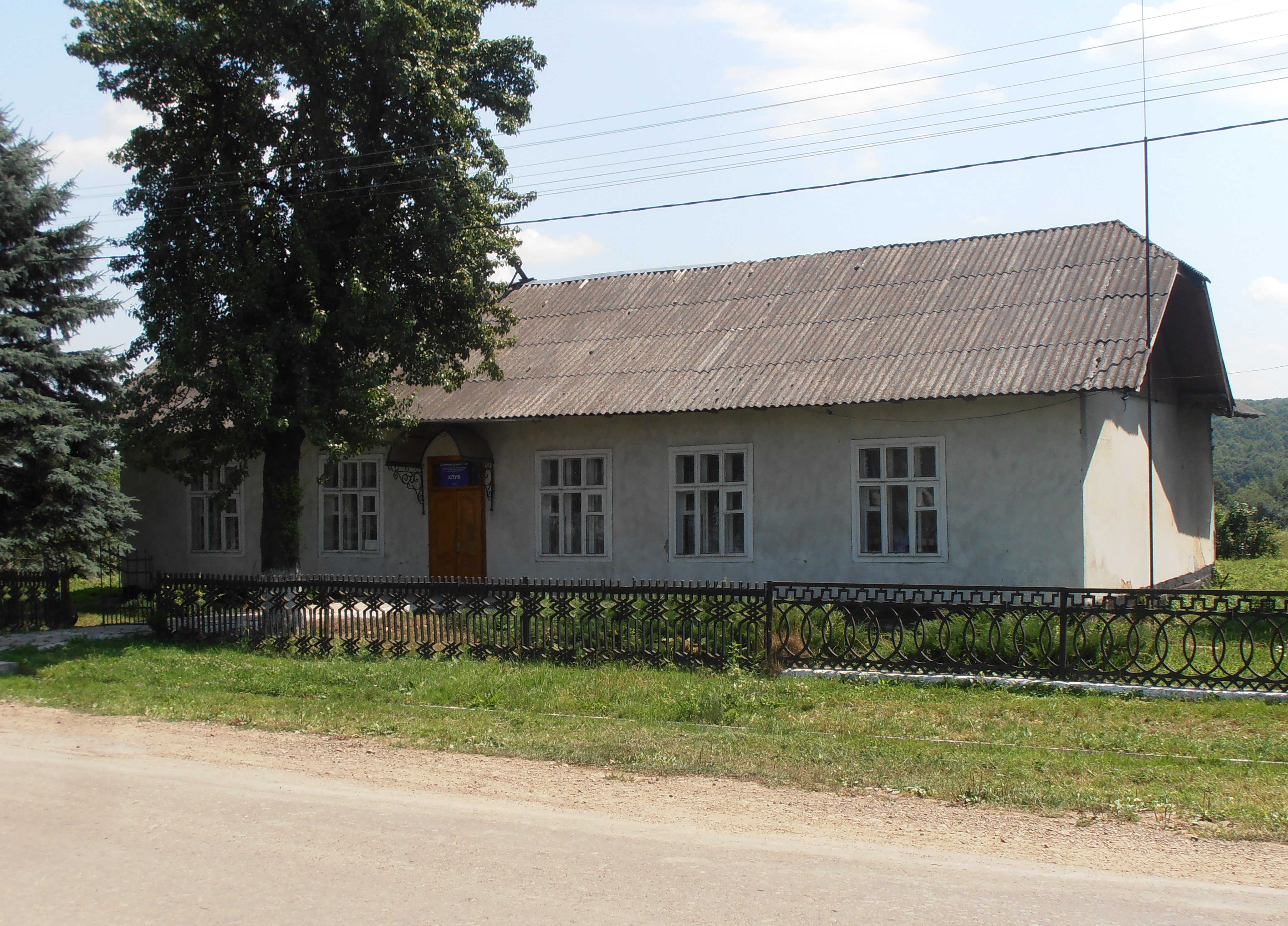
Клуб
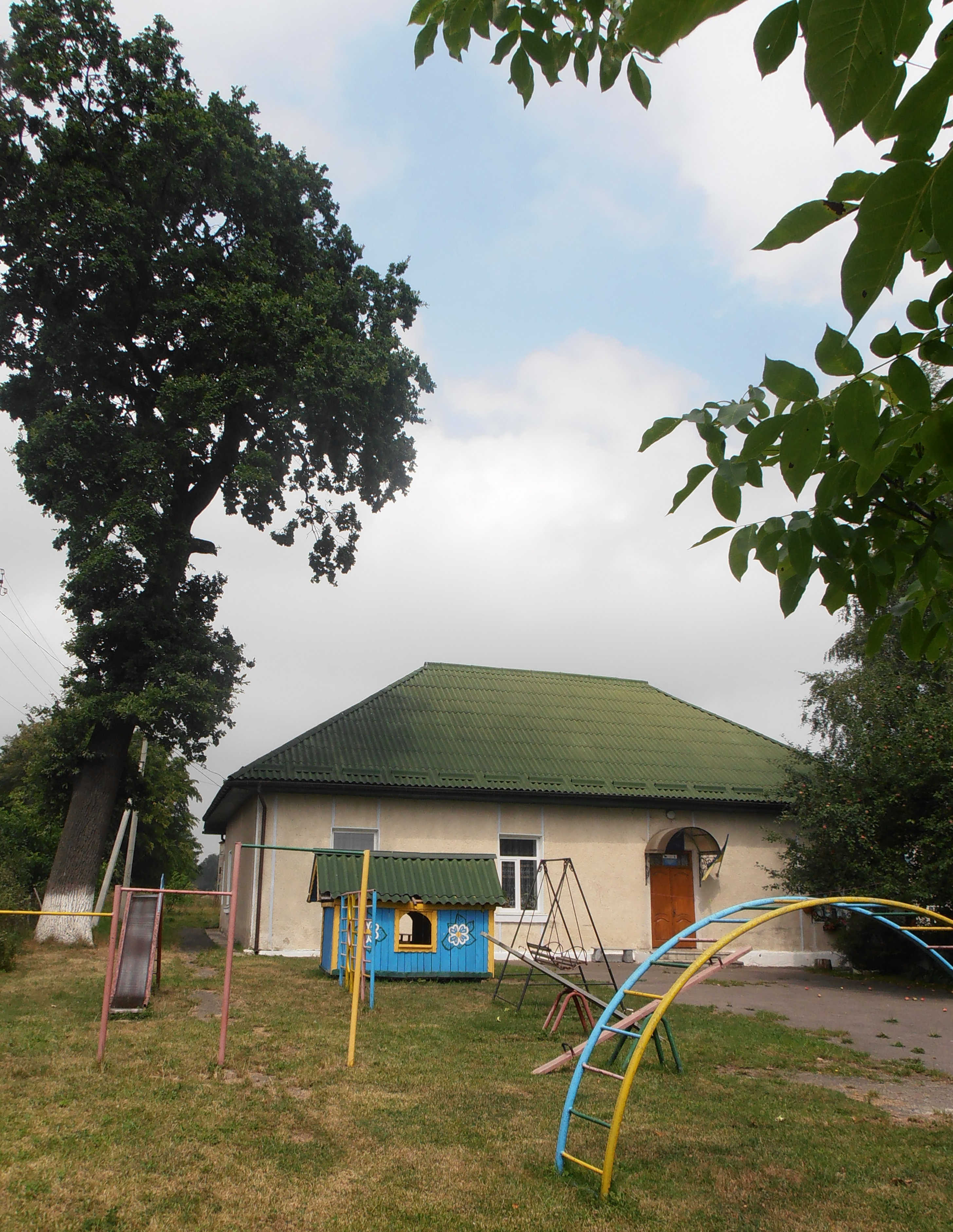
Ясла-садок «Сонечко»
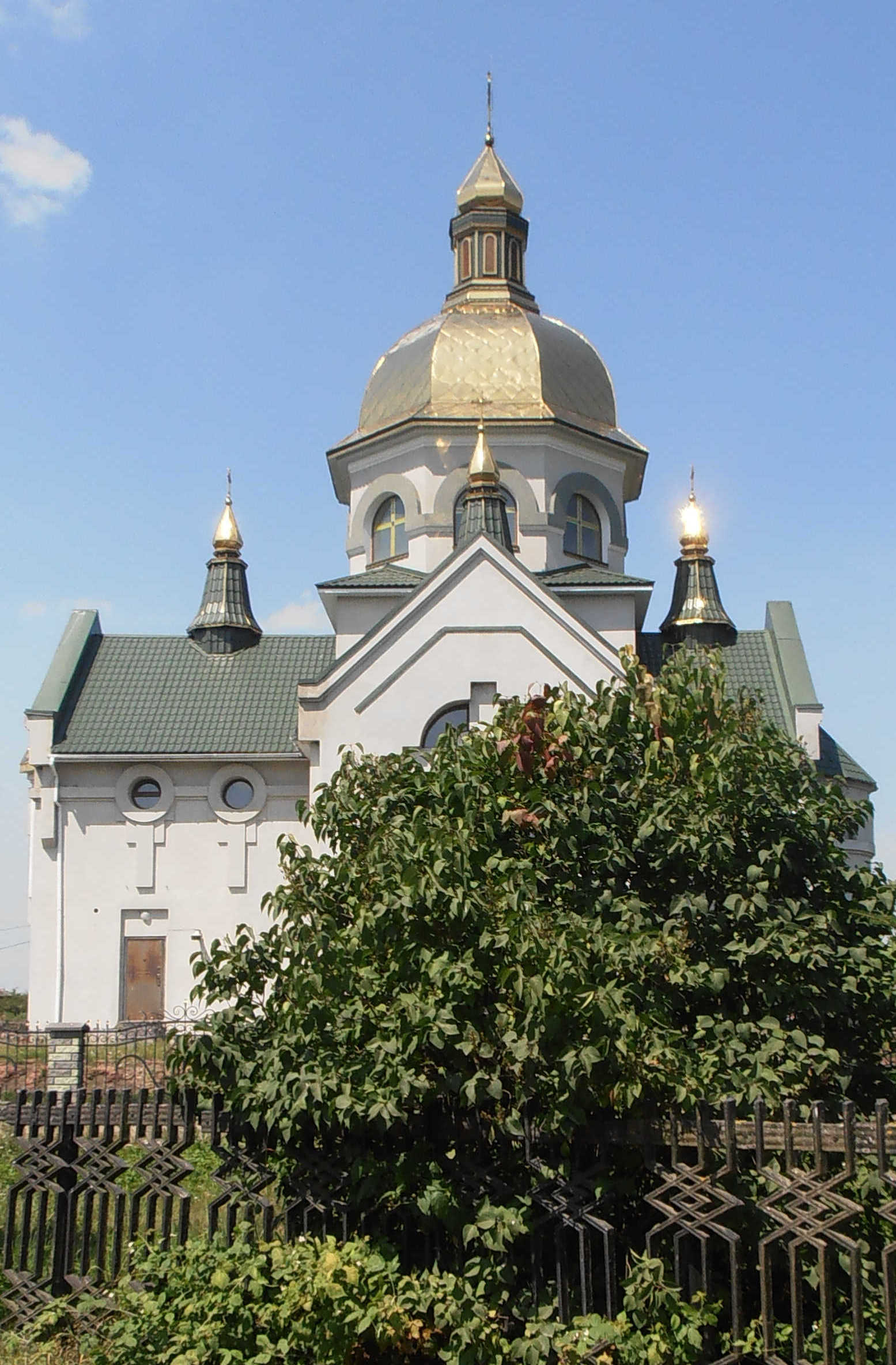
Церква
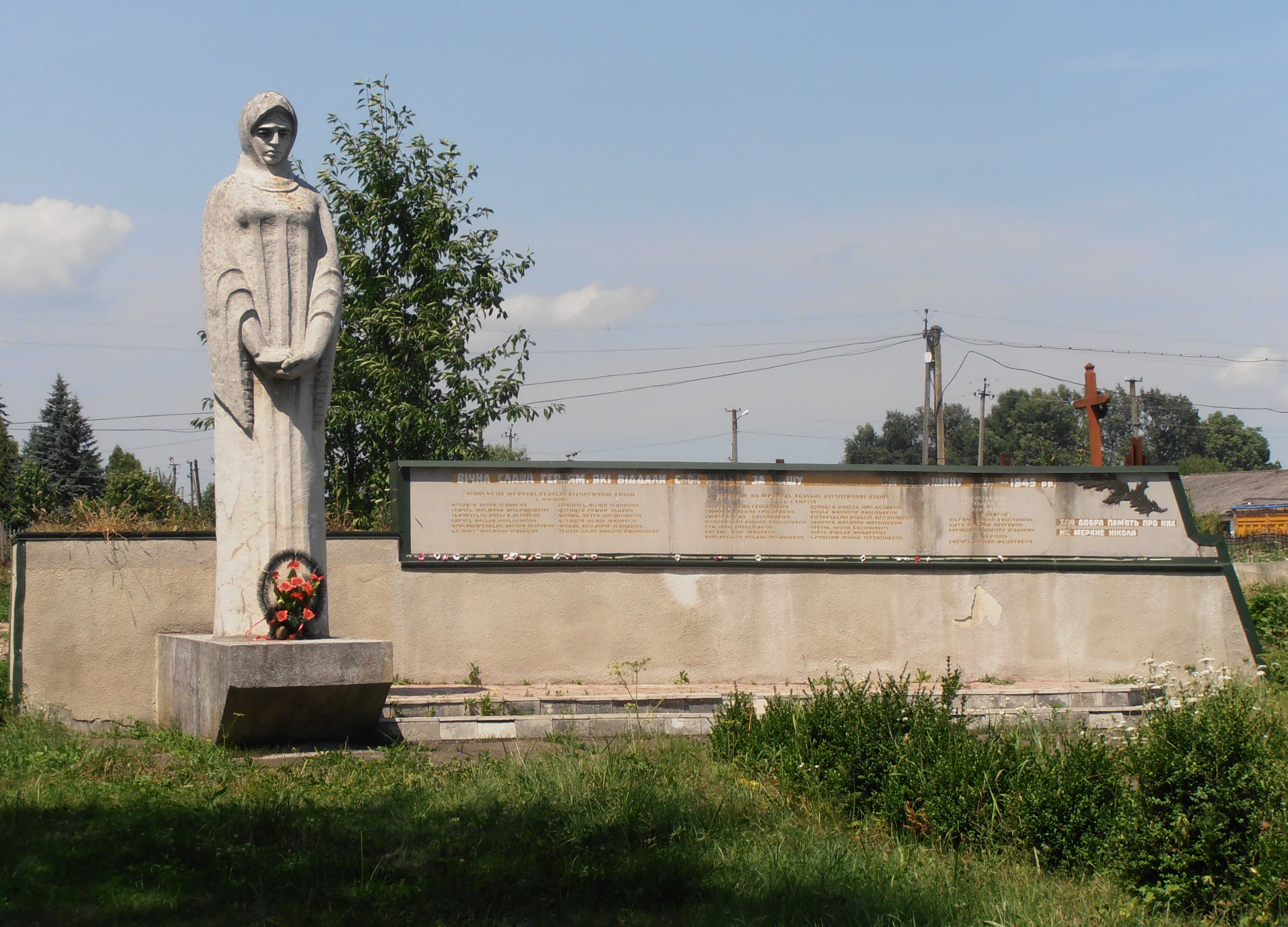
Пам'ятник